# Lugulu
La Lugulu est une rivière du Sud-Kivu et du Maniema au Congo-Kinshasa.

## Géographie
La Lugulu prend source dans les monts Mitumba, près du mont Biega au Sud-Kivu et coule, principalement vers l’ouest, traverse le Parc national de Kahuzi-Biega. Elle se jette dans l’Ulindi au Maniema.